# Casa de Acuña
La casa de Acuña es un linaje noble de origen portugués (da Cunha) asentado en la Corona de Castilla desde la Baja Edad Media, tras la crisis dinástica que se produjo en Portugal entre 1383 y 1385. 
Durante este conflicto, Vasco Martínez de Acuña, señor de Cunha-Alta (en Viseu) y Tábua (en Coímbra), se convirtió en el líder de la facción legitimista-nacionalista que apoyó a los infantes Dionisio y Juan de Portugal, hijos de Pedro I de Portugal e Inés de Castro, frente a las pretensiones de su hermanastro Juan de Avis, hijo natural de Pedro I y una dama lisboeta. Sin embargo, en las Cortes de Coímbra de abril de 1385 será proclamado rey Juan I de Avis, al que en un primer momento los Acuña se mantuvieron fieles, participando junto a él en la batalla de Aljubarrota en agosto de ese mismo año, donde derrotan a los castellanos poniendo fin a las pretensiones de Juan I de Castilla al trono portugués por su matrimonio con Beatriz, única hija del difunto rey Fernando I. Pero su enfrentamiento con Nuno Álvares Pereira, conocido como el Santo Condestable, y la política iniciada por Juan de Avís en detrimento de los grandes nobles a través de la ampliación de las tierras y vasallos de realengo, así como la reactivación de la guerra con Castilla entre 1396 y 1399, lleva a algunos de los hijos de Vasco Martínez de Acuña: Martín, Gil y Lope Vázquez de Acuña a abandonar el reino y sus posesiones en el reino luso en 1397, asentándose en Castilla. 
A este linaje pertenecieron numerosos clérigos, militares y otros personajes:
- Martín Vázquez de Acuña (1357-1417), I conde de Valencia de Don Juan, quien se asentó en Castilla tras la crisis dinástica de 1383 y 1385 en Portugal.
- Pedro de Acuña y Portugal, II conde de Valencia de Don Juan.
- Juan de Acuña y Portugal, III conde de Valencia de Don Juan.
- Alfonso Téllez Girón y Vázquez de Acuña (1380-1449), señor de Frechilla, hijo de Martín Vázquez de Acuña y su primer matrimonio con Teresa Téllez Girón, cuyos descendientes se convertirán en marqueses de Villena, duques de Osuna y condes de Urueña.
- Alfonso Vázquez de Acuña, arcediano de Calatrava, oidor y consejero de Enrique IV de Castilla.
- Lope Vázquez de Acuña, nombre que llevaron varios miembros de esta familia, condes de Buendía y duques de Huete,[1] que se significaron en las luchas de bandos nobiliarios del siglo XV; especialmente la que tuvo lugar en la ciudad de Cuenca en 1429 entre los Vázquez de Acuña y los Hurtado de Mendoza.[2]
- Pedro Vázquez de Acuña (-1482), I conde de Buendía y señor de Dueñas.
- Lope Vázquez de Acuña (-1489), II conde de Buendía.
- Juan de Acuña (-1528), III conde de Buendía.
- Fadrique de Acuña, V conde de Buendía (1537-1557) y virrey de Navarra en 1516.
- Juan de Acuña y Acuña (-1592), VI conde de Buendía.
- Alfonso Carrillo de Acuña (1410-1482), arzobispo de Toledo, de destacado papel en la Guerra de Sucesión Castellana.
- Alfonso Carrillo de Acuña II (-1491)
- Luis Osorio de Acuña (-1496), obispo de Jaén.
- Sepulcro del obispo Luis Acuña, en la Catedral de Burgos (1519).
- Antonio de Acuña (1453-1526), obispo de Zamora, líder de la revuelta de las Comunidades de Castilla.
- Diego de Acuña (-1532), obispo de Oviedo.
- Tristán de Acuña (1460-1540), descubridor portugués.
- Hernando de Acuña (1520-1580), poeta.
- Pedro Vázquez de Acuña, gobernador de Castilla del Oro.
- Juan de Acuña, I marqués de Vallecerrato (1543-1615)
- Pedro Bravo de Acuña (-1606)
- Juan de Tassis y Acuña (-1607), primer conde de Villamediana.
- Diego Sarmiento de Acuña (1567-1626), primer conde de Gondomar.
- Rodrigo de Acuña, Rodrigo da Cunha o Rodrigo d'Acunha (1567-1643), arzobispo de Lisboa, uno de los líderes de la independencia de Portugal (1640)
- Antonio de Acuña y Cabrera (1597-1662), gobernador de Chile.
- Pedro Carrillo y Acuña, obispo de Salamanca (1648-1655) y arzobispo de Santiago de Compostela (1655-1667)
- Cristóbal de Acuña (1597-1675), misionero y cronista de Indias.
- Juan de Acuña, II marqués de Casafuerte (1658-1734), virrey de Nueva España.
- Antonio Acuña (desambiguación)

## Historia del condado de Buendía

### Origen mítico del linaje y de su escudo de armas

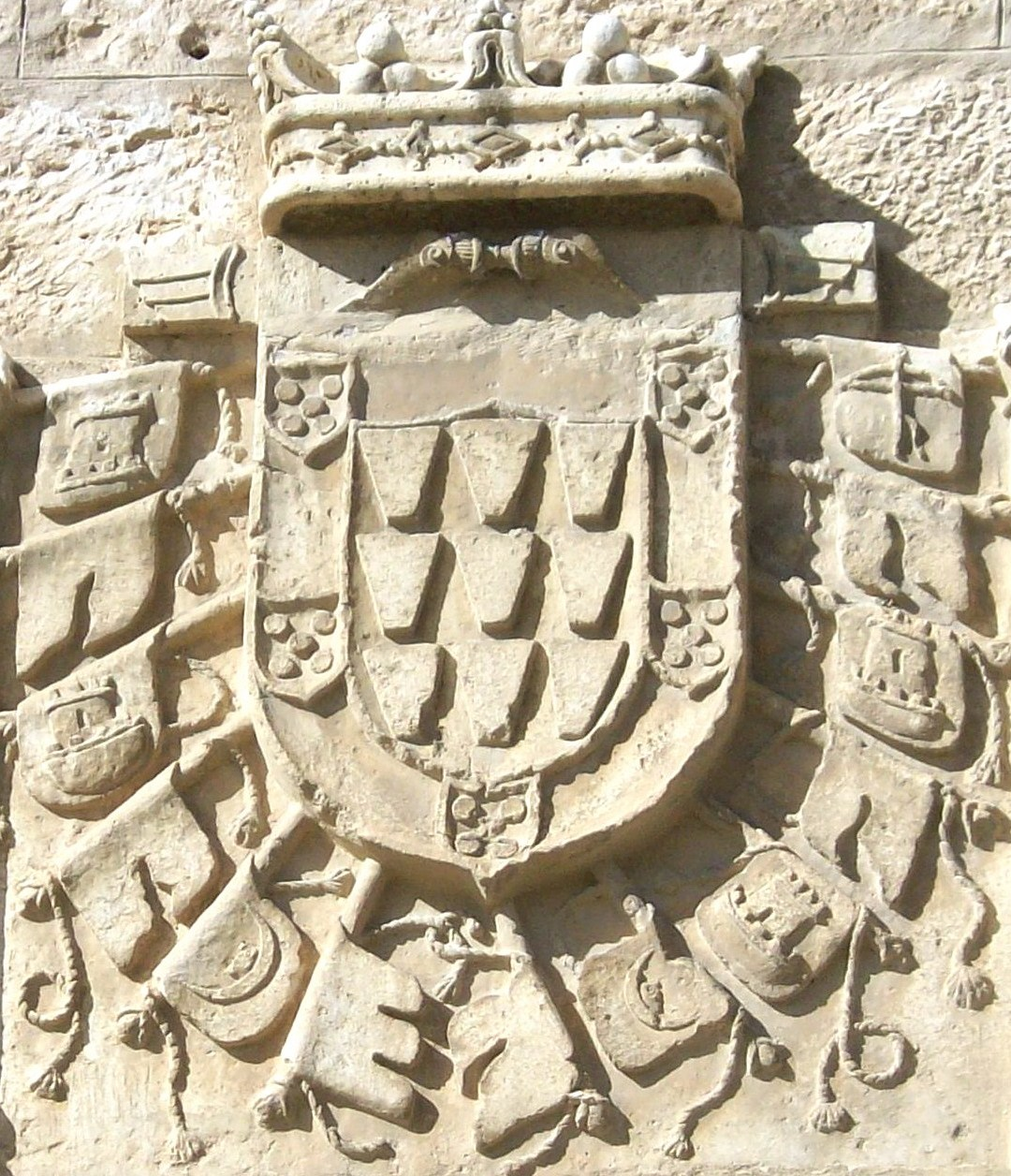
Escudo de los condes de Buendía, que se encuentra tallado en piedra sobre la puerta del antiguo Hospital de Santiago Apóstol en Dueñas (Palencia)

El linaje Acuña castellano descendería de los Cunha portugueses, a quienes genealogistas como Salazar y Castro o Bethencourt entroncan con los reyes asturleoneses a través de un hijo natural de Fruela II, el infante Aznar Fruela,  reivindicando así una ascendencia goda. Sin embargo, no consta en la documentación medieval que el rey Fruela tuviera un hijo llamado Aznar y se enmarcaría, por tanto, dentro de las estrategias de los linajes aristocráticos de construir genealogías de origen mítico para ensalzar su prosapia y abolengo, convirtiéndose los reyes godos o asturleoneses en uno de los principales grupos reivindicados por las estirpes castellanas como sus más destacados antecesores. 
Y, así, el primer miembro documentado de este linaje es Gutierre Peláez, quien vivió a finales del siglo XI durante los reinados de Fernando I y Alfonso VI. Pese a ello, su filiación no está documentada y otros autores han propuesto un origen foráneo -gallego o gascón-, bien como caballero del séquito que llegó a Castilla acompañando a Enrique de Borgoña, o bien entroncándoles con la poderosa casa de Traba, sin prueba documental alguna. Como hemos visto, fue Salazar y Castro quien lo consideró hijo de Pelayo Peláez, hijo a su vez del conde Pelayo Froilaz el Diácono, quien supuestamente -siempre según Salazar y Castro- descendería del rey Fruela II, aunque dicha filiación no está constada documentalmente. De hecho, la genealogía de estos linajes ha sido estudiada posteriormente por la historiadora Margarita Torre, desmintiendo la ascendencia goda propuesta por Salazar y Castro, aunque pertenecerían, sin duda, a la más alta nobleza asturleonesa, en muchos casos emparentada con la propia casa real.   
En cualquier caso, Gutierre Peláez habría heredado de su familia importantes posesiones entre el Duero y el Miño como señores de la casa, quinta y torre de Silva (freguesia de Valença) y, por tanto, estuvieron presentes desde un primer momento, en la conformación del condado portucalense primero y del reino portugués posteriormente. Gutierre Peláez habría participado en el sitio y conquista de Coímbra en 1064 junto a Fernando I, ostentando el cargo de adelantado mayor de Portugal durante el reinado de Alfonso VI. Contrajo matrimonio con María Pérez, perteneciente a la casa de Ambía, cuyo solar estaba en la tierra de Limia, una de las más antiguas e ilustres de Galicia, siendo enterrado en el Real Monasterio de Santa María de Oya (Pontevedra) de la orden del Císter. 
Por lo que respecta a su hijo, Paio Guterres (Pelayo Gutiérrez), pasó con Enrique de Borgoña y su esposa, la infanta Teresa de León, al territorio concedido a la joven pareja por su padre Alfonso VI en 1095, conocido como condado portucalense, donde se encontraban las principales posesiones del linaje. Participaron activamente también en su consolidación como reino independiente junto con el hijo de estos, Alfonso I Enríquez, en la Batalla de Ourique en 1139 y en la reconquista fomentada por el primer rey independiente de Portugal como, por ejemplo, en la toma de Leiría en 1135, siendo nombrado alcaide de dicha plaza, hasta que fue recuperada en 1140 por los musulmanes, asedio en el que Paio fue herido y hecho prisionero, falleciendo poco después. Asimismo, fundó cinco grandes monasterios, dos benedictinos (San Martín de Cucujaens y San Martín de Tibães) y tres agustinos (San Simón de Junqueira, San Salvador de Souto y San Esteban de Villela).
Contrajo matrimonio en tres ocasiones (con Sancha Anaez de Montor, Usenda Hermíguez Alboazar y Urraca Rabálaez), siendo el primogénito de su segundo matrimonio, Fernâo Pais (Fernando Peláez), quien participó junto con Alfonso I Enríquez en la toma de Lisboa de 1147 (identificado erróneamente por algunos autores con su padre Paio Guterres). Y, así, gracias a los valiosos servicios prestados, fue recompensado por Alfonso I con la concesión de los señoríos de Tábua, en Coímbra, y de Cunha-Alta, en Viseu, a tres kilómetros de la Sierra de la Estrella, de donde tomaron su apellido, ya que en el siglo XII decayó en la península ibérica el uso de los patronímicos, apellido formado por el nombre de los padres, y se empezó a utilizar el nombre de las posesiones familiares o de los lugares de origen (toponímicos).
Es también en esta centuria cuando se empezó a extender la utilización de los escudos heráldicos o blasones familiares para la identificación de estos linajes nobiliarios como un mecanismo más para la representación de su poder con un fin propagandístico y legitimador. Y, así, los genealogistas describen el blasón de los Cunha de la siguiente forma: 

«En campo de oro, nueve cuñas de azur, colocadas de tres en tres, y bordura de plata con cinco escudetes de azur cargado cada uno de cinco besantes de plata puestos en sotuer».

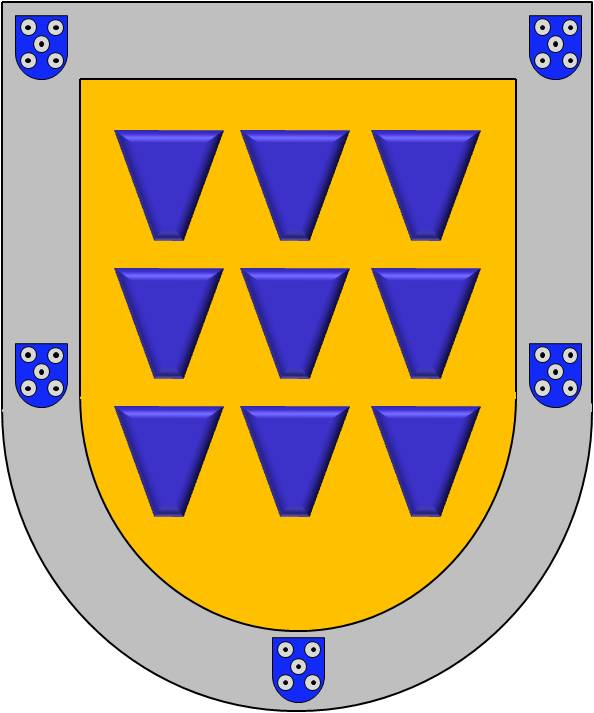
Escudo heráldico del condado de Buendía

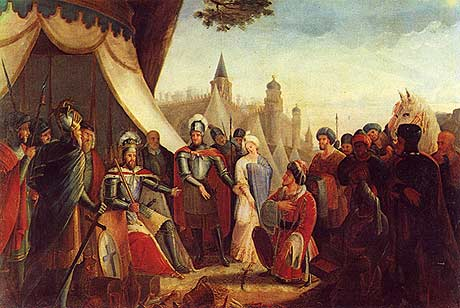
Sitio de Lisboa (1147), en el que participó Fernao Pais, I señor de Cunha-Alta, recibiendo la merced de poder usar las nueve cuñas como blasón familiar

En este sentido, las nueve cuñas presentes en este escudo harían referencia a su apellido y, por tanto, al solar de origen del linaje, su señorío de Cunha-Alta. Algo que no se suele tener en cuenta es que las cuñas son romas, es decir triángulos con la punta inferior cortada. En cuanto a «los escudetes con cinco besantes» harían referencia a su origen portugués, pues están presentes también en el escudo de este reino en referencia a las cinco llagas de la Pasión de Cristo. Pese a ello, con la mitificación de los elementos simbólicos del linaje, los genealogistas relatan como la utilización de las nueve cuñas habría sido una concesión regia de Alfonso I Enríquez a Fernâo Pais da Cunha por su actuación en la toma de Lisboa en 1147, pues tal y como narra Julio de Atienza y Navajas, II Barón de Cobos de Belchite, en su Nobiliario español (1948): 

«Estando sitiados los moros en la ciudad, [...] para evitar que saliese ninguno de los sitiados y que tampoco pudiesen recibir refuerzos, cerró con cuñas de hierro los pasos por donde podían entrar o salir personas por lo que don Alonso I de Portugal le concedió usar, como armas, nueve cuñas en campo de oro».

En realidad, lo más probable es que la hazaña consistiera en que hombres de los Cunha gatearían por la muralla introduciendo cuñas de hierro en los huecos y grietas existentes en la misma, facilitando la invasión, como así se cita por otros autores. Finalmente, en el siglo XV, se añadirían al escudo trece banderas ganadas a los moros de Baza y Guadix por Lope Vázquez de Acuña, II conde de Buendía, en la batalla de Quesada (1469). 

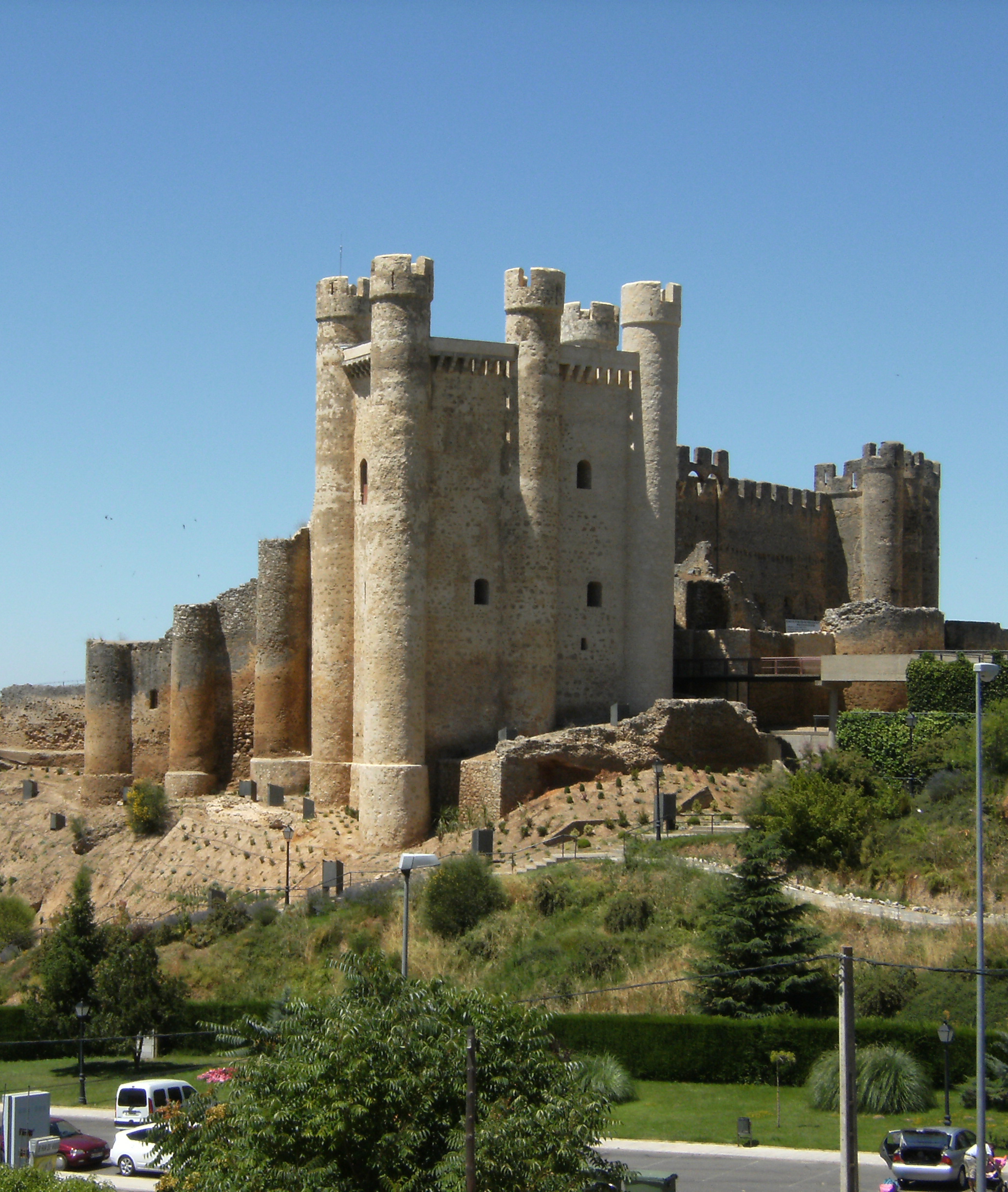
Los descendientes de Martín Vázquez de Acuña se convirtieron en condes de Valencia de don Juan (León). Asimismo, de los hijos de su primer matrimonio descienden algunas de las casas aristocráticas castellanas más importantes de la Edad Moderna, como los marqueses de Villena y los duques de Osuna y condes de Urueña

El primero en usar el apellido Cunha, por tanto, fue este Fernâo Pais, I señor de Cunha, mientras que el escudo de armas fue diseñado por su hijo, Lourenço Fernandes da Cunha (1180-c.1228), casado con Sancha Lorenzo de Maceyra el 24 de octubre de 1198. Las posesiones del linaje se dividieron entre los hijos de este matrimonio: Gómez Lourenço da Cunha heredó Cunha y Joao Lourenço da Cunha heredó Tábua, sobre la que creó hacia 1260 un mayorazgo, convirtiéndose en una de las fundaciones vinculares más antiguas de la Península. Sin embargo, al morir ambos sin herederos, ambas villas pasaron de nuevo a su hermano Vasco Lourenço da Cunha, quien sigue la línea como señor de Mordago, Cunha y Tábua, contrayendo matrimonio con Teresa Pires Portes, padres de Martim Vasques da Cunha. 
La rama portuguesa ha sido estudiada por autores como Felgueiras Gaio o Sotto Mayor y Pizarro, siendo heredado el mayorazgo sucesivamente por Martim Vasques da Cunha (1235-1305), Vasco Martins da Cunha (1260-1325) y Martim Vasques da Cunha, hasta llegar a Vasco Martins de Cunha (1325-1407), VIII señor de Tábua, quien se convirtió en el jefe de la facción legitimista-nacionalista durante la crisis dinástica de 1383-1385, siendo padre, junto a Beatriz Suárez de Albergaría, de Martín y Lope Vázquez de Acuña, germen de los Acuña castellanos.
Al llegar a Castilla, los hermanos Vasques da Cunha: Martim, Lope y Gil, cambian sus nombres y los castellanizan haciéndose llamar Martín y Lope Vázquez de Acuña, mientras Gil retornó a Portugal en 1402. Lope usará el escudo de los Cunha ya descrito, por lo que Martín, como I conde de Valencia de Don Juan, creará uno nuevo con esta armería: 

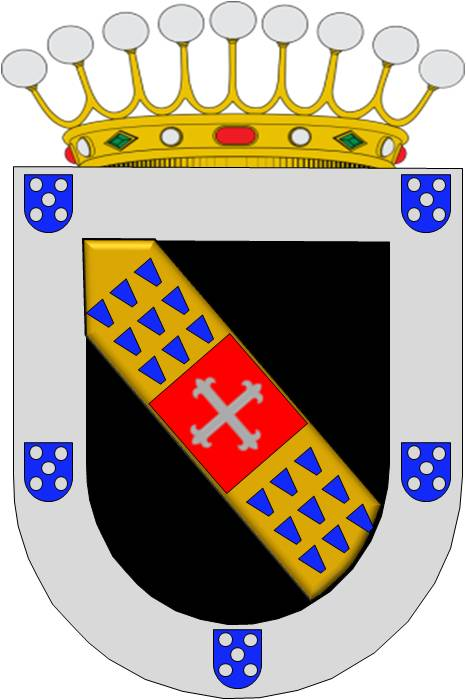
Escudo heráldico del condado de Valencia de Don Juan

«En campo de sable una banda de oro cargada de un escusón de gules con una cruz de plata flordelisada. Sobre el escusón y debajo, dos grupos de nueve cuñas azules puestas de tres en tres. Bordura de plata con cinco escudetes de azur cargados de cinco bezantes de plata puestos en sotuer, que son las armas reales de Portugal».

### Origen portugués y asentamiento en Castilla

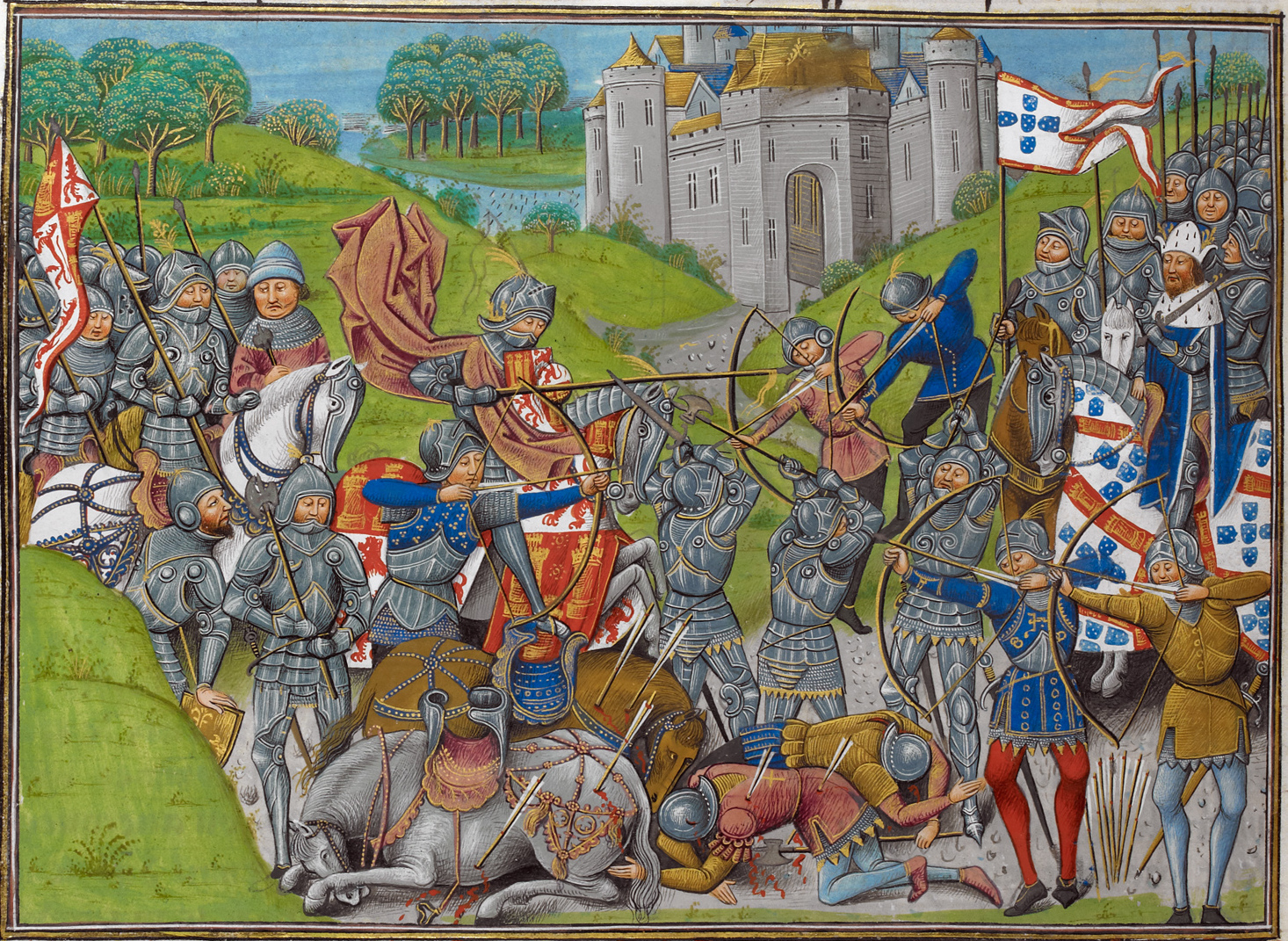
Batalla de Aljubarrota (1385), tras la cual los Acuña se exiliaron en Castilla, donde Lope recibió de Enrique III los señoríos de Buendía (Cuenca) y Azañón (Guadalajara)

La familia Acuña (castellanización del apellido Cunha), por tanto, es un linaje de origen portugués que se asentó en la Castilla de Enrique III en 1397 tras la crisis dinástica que se produjo en Portugal entre 1383 y 1385 debido a la muerte sin heredero varón de Fernando I de Portugal.
Vasco Martínez de Acuña, señor de Cunha-Alta (en Viseu) y Tábua (en Coímbra), se convirtió en el líder de la facción legitimista-nacionalista que apoyó a los infantes Dionisio y Juan de Portugal, hijos de Pedro I de Portugal e Inés de Castro, frente a las pretensiones de su hermanastro Juan de Avis, hijo natural de Pedro I y una dama lisboeta. 
Sin embargo, en las Cortes de Coímbra de abril de 1385 fue proclamado rey Juan I de Avis, al que en un primer momento los Acuña se mantuvieron fieles, participando junto a él en la Batalla de Aljubarrota en agosto de ese mismo año, donde derrotaron a los castellanos poniendo fin a las pretensiones de Juan I de Castilla al trono portugués por su matrimonio con Beatriz, única hija del difunto rey Fernando I. Pese a ello, su enfrentamiento con Nuno Álvares Pereira, conocido como el Santo Condestable, y la política iniciada por Juan de Avís en detrimento de los grandes nobles a través de la ampliación de las tierras y vasallos de realengo, así como la reactivación de la guerra con Castilla entre 1396 y 1399, llevó a algunos de los hijos de Vasco Martínez de Acuña: Martín, Gil y Lope Vázquez de Acuña a abandonar sus posesiones en el reino luso en 1397, asentándose en Castilla,  tal y como nos narra la crónica de López de Ayala:

"Otrosi, en este año [1397] pasaron de Portogal á Castilla Martín Vázquez é sus hermanos, que se decían Lope Vázquez, e Gil Vázquez, con cien lanzas las mejores de Portogal".

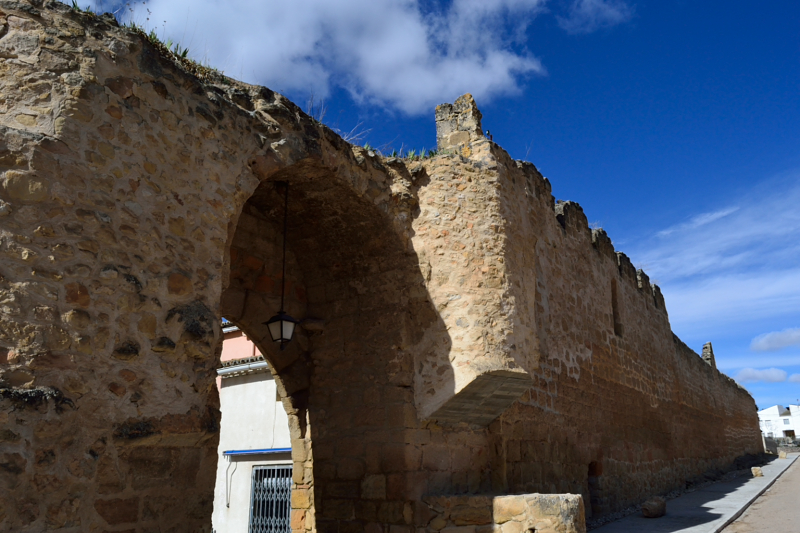
Muralla de Buendía (Cuenca), primera posesión de Lope Vázquez de Acuña en Castilla, otorgada en 1397 por merced de Enrique III en compensación por sus perdidas en el reino luso.

En compensación por la pérdida de todas sus posesiones en el reino luso, ese mismo año, el rey Enrique III de Castilla hizo merced a Martín Vázquez de Acuña del título de I conde de Valencia de don Juan (León), por su matrimonio con María de Portugal, hija del infante Juan de Portugal, I duque de Valencia de Campos, al que los Acuña habían apoyado en la lucha por el trono portugués. Su hijo Pedro de Acuña y Portugal fue el heredero del condado de Valencia de Don Juan, dando lugar a este importante señorío leonés, que estuvo en manos de los Acuña hasta el siglo XVI, cuando pasó, a través de diversos enlaces matrimoniales, a los Manrique de Lara, duques de Nájera. Asimismo, Martín había estado casado en primeras nupcias en Portugal con Teresa Téllez Girón, sobrina y dama de la reina Beatriz de Castilla, con quien pasó a Portugal. De este primer matrimonio descienden también algunas de las casas aristocráticas castellanas más importantes de la Edad Moderna, como los marqueses de Villena y los duques de Osuna y condes de Urueña a través de su hijo Alfonso Téllez Girón. Por lo que respecta a Gil Vázquez de Acuña, Enrique III le concedió los señoríos de Rueda, Mansilla y Castilberrón, también en tierras leonesas, si bien en 1402, gracias a la firma de una tregua entre ambos reinos, retornó a Portugal, donde el rey le devolvió los bienes y tierras que le habían sido confiscados, falleciendo en 1418. Finalmente, Lope Vázquez de Acuña recibió los señoríos de Buendía (Cuenca) y Azañón (Guadalajara), asentándose en Cuenca, donde pasó a formar parte del concejo de la ciudad ejerciendo los cargos de alcalde (1417), fiel caballero de la sierra (1422) y almotacén (1443). 
Para fortalecer su posición en Castilla, Lope contrajo matrimonio con Teresa Carrillo de Albornoz, perteneciente a esta importante familia conquense, patrones de la capilla de los Caballeros de la catedral de Cuenca. Hija de Gómez Carrillo y Castañeda, señor de Paredes (Cuenca) y Ocentejo (Guadalajara), alcalde mayor de los Hijosdalgo de Castilla, ayo del futuro rey Juan II de Castilla, alcalde mayor y Entregador de Mestas y Cañadas, y de su mujer Urraca Álvarez de Albornoz, señora de Portilla (Cuenca), Valdejudíos (Cuenca) y Navahermosa (Toledo), su hermano fue el arzobispo de Sigüenza y Cardenal de San Eustaquio Alonso Carrillo de Albornoz. A pesar de ello, la trayectoria del linaje en territorio conquense se caracterizó por la lucha con los Mendoza, señores de Cañete (posteriormente elevado a marquesado), confrontación que supuso un gran perjuicio para su patrimonio. De este matrimonio nacieron cinco hijos:
- Pedro Vázquez de Acuña y Albornoz, II señor de Buendía y I señor de Dueñas (1439), recibiendo el título condal sobre Buendía en 1465.
- Gómez Carrillo de Acuña, señor de Jadraque, cuyos descendientes serán marqueses de Caracena, condes de Pinto y marqueses de Castrofuerte.
- Alfonso Carrillo de Acuña, arzobispo de Toledo.
- Lope Vázquez de Acuña y Carrillo de Albornoz, señor de Azañón y I duque de Huete de forma temporal.
- Leonor de Acuña, casada con el futuro conde de Cifuentes, Juan de Silva y Meneses, aunque fallece antes de que este reciba dicho título de manos de Enrique IV en 1456.

Tras el fallecimiento de Lope en 1447, fue enterrado junto a su mujer en la capilla de Santa Catalina, junto al coro, en la iglesia de Santa María de la Asunción de Buendía, aunque hoy en día no se conservan sus sepulcros.

### La obtención del título condal y la creación del mayorazgo

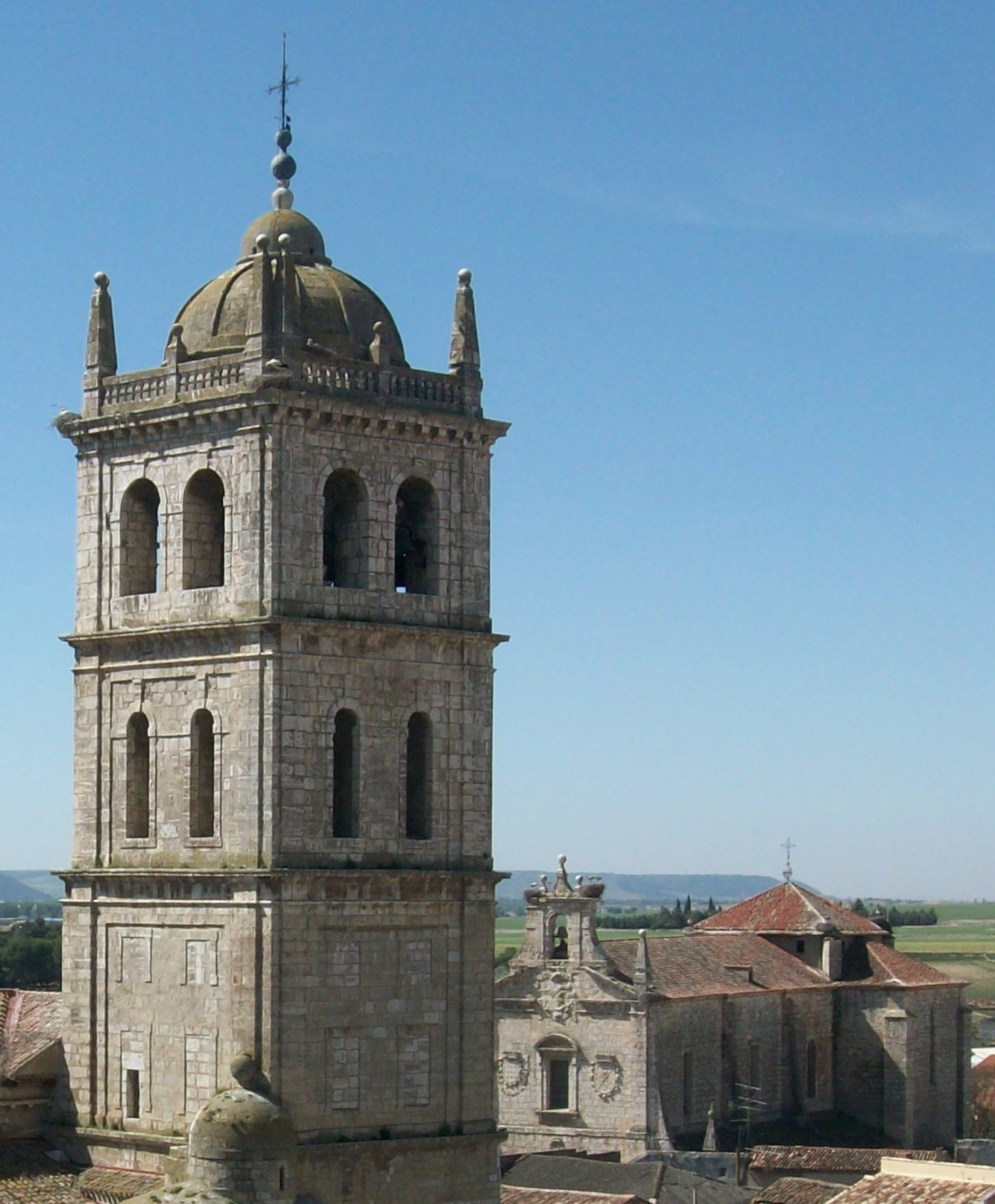
Torre de Santa María e iglesia de San Agustín de Dueñas, localidad palentina cuyo señorío recibió Pedro de Acuña por merced de Juan II en 1439, estableciendo desde entonces en ella la cabeza de sus estados señoriales

El primogénito Pedro Vázquez de Acuña y Albornoz heredó el mayorazgo de Buendía a la muerte de su padre en 1447, y ejerció un importante papel en los reinados de Juan II, Enrique IV e Isabel I. Ostentó decisivos cargos cortesanos como Oficial del Cuchillo o Guarda Mayor del rey, aunque destaca sobre todo el cargo de Alcalde Entregador de Mestas y Cañadas, el cual consiguieron patrimonializar tras la renuncia de Gómez Carrillo en 1454, controlando así, el poderoso Concejo de la Mesta, lo que les reportaría grandes beneficios económicos.  
En pago a sus servicios recibió diferentes mercedes de Juan II, quien en 1432 le convirtió en señor de Mansilla, Rueda y Castilberrón y conde de Colle y Parma, en tierras leonesas, ya concedidas por Enrique III a su hermano Gil, aunque éste había regresado a Portugal en 1402. Sin embargo, en 1439, debido a la firma de la paz con su primo Juan de Navarra, futuro Juan II de Aragón, le concedió a éste dichas villas y, en compensación, le permutó a Pedro Vázquez de Acuña estos títulos y lugares por la villa palentina de Dueñas el 9 de diciembre de 1439. Pese a que la sentencia de Medina del Campo de 3 de julio de 1441 establecía la anulación de todas las mercedes y provisiones de cargos y oficios realizadas por el rey desde el 1 de septiembre de 1438, se dejaba la decisión de qué mercedes se verían afectadas a una comisión compuesta por la reina María de Aragón, el príncipe de Asturias y el almirante de Castilla Fadrique Enríquez. Y, así, esta comisión determinó que la donación de Dueñas no se veía afectada por dicha derogación de mercedes a través de una provisión dada en Toro el 10 de enero de 1442, por lo que los Acuña consiguieron retener Dueñas para sí . 
Desde entonces, este linaje convirtió esta importante villa en la cabeza de sus estados señoriales, donde construyeron su palacio (actualmente de propiedad municipal y en ruinas) y el panteón condal de la familia en el altar mayor de la iglesia de Santa María de la Asunción, donde se conservan actualmente cuatro sepulcros. A pesar de ello, los condes habrán de hacer frente a una tenaz resistencia antiseñorial, pues los vecinos se opusieron a su señorialización y reclamarán mantener su condición de realengo, recordándole al rey sus promesas de no enajenar la villa. Esta resistencia se canalizó a través de la vía armada y violenta (en la toma de posesión de 1440 o el levantamiento antiseñorial del 1 de septiembre de 1520, al calor de las Comunidades), así como de la vía diplomática y judicial, iniciándose en 1504 un pleito en la Chancillería de Valladolid, que se prolongaría durante más de dos siglos y medio, convirtiéndose en un caso paradigmático de resistencia antiseñorial. En el Cerrato palentino, en torno a Dueñas, los Acuña crearon un pequeño pero homogéneo señorío con la adquisición de diferentes villas aledañas a través de diversos medios (compra-ventas, permutas, concesiones, etc.) como Tariego de Cerrato (1440), Cubillas de Cerrato (1457), Valle de Cerrato, Villaviudas (1461), Castrillo de Onielo o el hoy despoblado de Renedo, cerca de Vertavillo.
Desde el punto de vista político, en el reinado de Juan II, apoyó a su sobrino, el condestable Álvaro de Luna, en su lucha contra los infantes de Aragón, hijos de Fernando I de Antequera, durante la llamada guerra civil castellana (1437-1445). Los Acuña se encontraban ligados al condestable por lazos de sangre, ya que su padre, Álvaro Martínez de Luna, descendía por vía materna de los Albornoz, hijo de Teresa de Albornoz, hija de Alvar García de Albornoz. Y, así, Pedro de Acuña participó junto al condestable en la batalla de Olmedo (Valladolid) en 1445, en el sitio de Palenzuela (Palencia) en 1451 y fue hecho prisionero en 1442 en el castillo de Urueña (Valladolid). En 1439 fue nombrado embajador ante la corte navarra para concertar y capitular las bodas del príncipe heredero, el futuro Enrique IV, con Blanca de Navarra, quien al año siguiente viajó a Valladolid para contraer matrimonio. En este viaje, el príncipe Enrique salió de Valladolid y la recibió en Dueñas: 

«Nuevas fiestas se ofrecieron al paso de la comitiva por Dueñas, donde las viajeras fueron visitadas por el príncipe Enrique, que intercambió con Blanca los regalos que entre semejantes príncipes y en tales actos se acostumbra dar».

Tras la muerte de Juan II en 1454, apoyó inicialmente a Enrique IV pero rápidamente pasó a formar parte desde un primer momento de la liga de nobles que protegieron a sus hermanastros, el infante don Alfonso primero y la princesa Isabel posteriormente. Debido al trascendental apoyo de este linaje a la causa alfonsina a través tanto de Pedro Vázquez de Acuña como de su hermano el arzobispo de Toledo, Alfonso Carrillo, el infante les otorgó el título condal en 1465  aunque, debido a su muerte en 1468, los Reyes Católicos se vieron obligados a ratificar dicho título, facultando a Pedro de Acuña y su esposa Inés de Herrera a fundar un mayorazgo a favor de su primogénito, Lope Vázquez de Acuña, en 1475. La familia Acuña fue una de las más activas del bando alfonsino, participando activamente varios de sus miembros en la llamada «Farsa de Ávila» como el arzobispo Alfonso Carrillo pero también sus tíos Juan Pacheco, marqués de Villena, y su hermano Pedro Girón, maestre de Calatrava, descendientes de Martín Vázquez de Acuña, quienes despojan a la efigie del rey de los símbolos reales.

### El apoyo de los Acuña a los Reyes Católicos

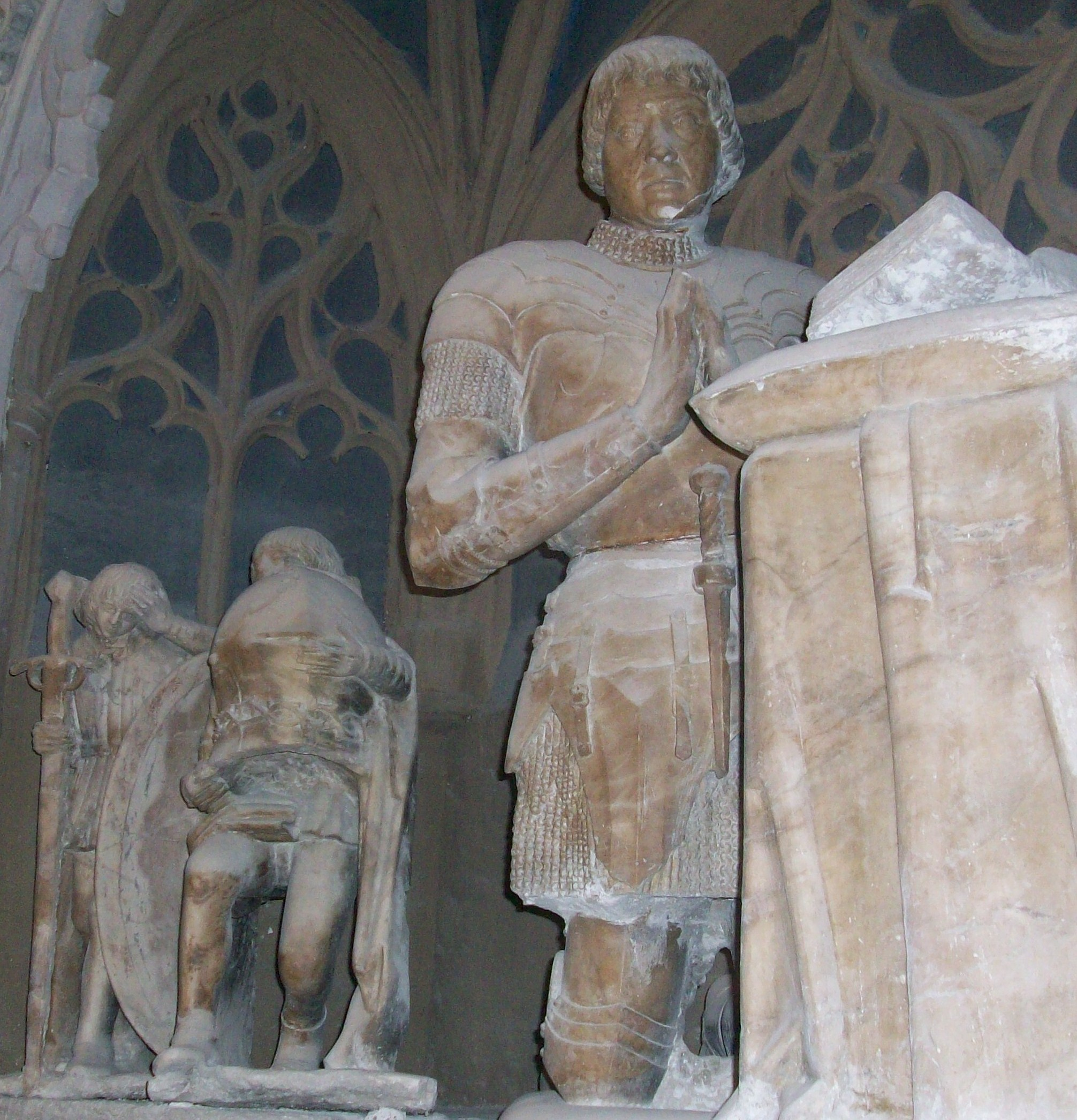
Sepulcro de Pedro Vázquez de Acuña y Albornoz (muerto el 30 de octubre de 1482) en el panteón condal de la iglesia de Santa María de Dueñas.

Tras la muerte del infante don Alfonso en 1468, los Acuña apoyaron decididamente a su hermana Isabel favoreciendo el matrimonio de la princesa con su primo Fernando de Aragón, con quien llegaron a emparentar a través del matrimonio de Lope Vázquez de Acuña, II conde de Buendía, con Inés Enríquez de Quiñones, hija del almirante Fadrique Enríquez y su segunda esposa Teresa Fernández de Quiñones, por lo que era tía del aragonés, al ser hermanastra de su madre Juana Enríquez. 
Cabe destacar, así, el patrocinio de este enlace por parte del arzobispo Carrillo, quien organizó el viaje del por entonces rey de Sicilia hasta Castilla para contraer matrimonio con su prima en Valladolid el 19 de octubre de 1469. Este viaje finalizó en Dueñas, donde fue recibido el 9 de octubre de 1469, hospedándose unos días en el Palacio de los condes de Buendía de dicha localidad. Tras casarse con Isabel en el Palacio de los Vivero de Valladolid, palacio propiedad de Juan Pérez de Vivero y su mujer María de Acuña, hija del I conde de Buendía que ejerció de madrina en la boda, la pareja se retiró por mayor seguridad a Dueñas en mayo de 1470 donde pasaron el resto del año. En su estancia, Isabel intentó llegar a un acuerdo con su hermanastro Enrique IV pero este amenazaba con avanzar sobre Medina del Campo y Valladolid, por lo que se retiraron a Medina de Rioseco, cabeza de los estados señoriales de los Enríquez, almirantes de Castilla.
Durante su estancia en la localidad palentina se produjo el dos de octubre de 1470 el nacimiento de Isabel de Aragón, siendo bautizada en la localidad, quien llegará a ser reina de Portugal por su matrimonio con Manuel I de Portugal, de quienes nace el príncipe Miguel de la Paz en 1500, en cuyo parto muere. En este lapso de tiempo, Fernando sufrió durante un mes, en noviembre, una enfermedad a consecuencia de haberse caído del caballo. Sin embargo, el avance de Enrique IV sobre Medina del Campo y Valladolid y las discrepancia de los príncipes con el arzobispo Carrillo, les llevó a abandonar su refugio en tierra de los Acuña y dirigirse a las del almirante Enríquez, en Medina de Rioseco, en diciembre de 1470. 
En 1474 se recibió en Dueñas por deseo expreso de Isabel una embajada procedente de Borgoña encabezada por Jean de Rubempré, señor de Bièvre (Bélgica), en nombre del duque Carlos el Temerario para hacer entrega al príncipe Fernando de la insignia del Toisón de Oro, concedida en el capítulo de la orden celebrado en Valenciennes en 1473. La ceremonia de entrega del Toisón tuvo lugar en la iglesia parroquial de Santa María de la Asunción de Dueñas el 24 de mayo de 1474.
Pocos meses después, en diciembre, se produjo la muerte de Enrique IV y la proclamación de Isabel y Fernando como reyes de Castilla, lo que dio lugar al inicio de una guerra civil con su sobrina Juana «la Beltraneja» apoyada por sus aliados portugueses que se prolongará de 1474 a 1479. En esta contienda participó activamente también Pedro de Acuña, actuando su señorío de Dueñas como cuartel general de las tropas fernandinas en múltiples ocasiones.
Durante las primeras cortes celebradas en este reinado, que tuvieron lugar en Madrigal de las Altas Torres (Ávila) en 1476, se creó la Santa Hermandad. Para la organización de esta institución tendrán lugar una serie de juntas generales dirigidas por el Contador Mayor Alonso de Quintanilla entre marzo y agosto de 1476 que tendrán lugar en la iglesia de Santa María de Dueñas, siendo publicadas las ordenanzas de esta institución en esta localidad.
El 30 de octubre de 1482 murió en Buendía Pedro de Acuña, I conde de Buendía, siendo enterrado en Santa María de Dueñas, iniciando así el panteón condal en el que se conserva en la actualidad su sepulcro, situado en el lado del Evangelio del altar mayor, y donde se enterraron todos los titulares del condado. 
El mayorazgo fundado en 1475 es heredado por su primogénito, Lope Vázquez de Acuña, II conde de Buendía, quien se había destacado por su participación en la Guerra de Granada como adelantado mayor de Cazorla (Jaén), donde cabe destacar su victoria en la Batalla de Quesada (Jaén) en 1469, ganando a los moros de Baza y Guadix las trece banderas que desde entonces adornan el escudo familiar. Participó también en la tala de la Vega de Granada organizada por los Reyes Católicos en 1483, en la que atacaron varias villas como Íllora y se toma la villa de Tájara. En el verano de 1485 participó en una segunda incursión en tierras musulmanas que tenía como objetivo tomar la ciudad de Moclín (Granada), pero que acabó en derrota para los cristianos. Finalmente, participó también en la decisiva toma de Málaga en 1488, falleciendo el 1 de febrero de 1489, siendo enterrado en el panteón iniciado por su padre, junto a su esposa que había fallecido el 24 de diciembre de 1488.

### Evolución de la casa en elsigloXVI

#### La enfermedad del III conde y el levantamiento comunero

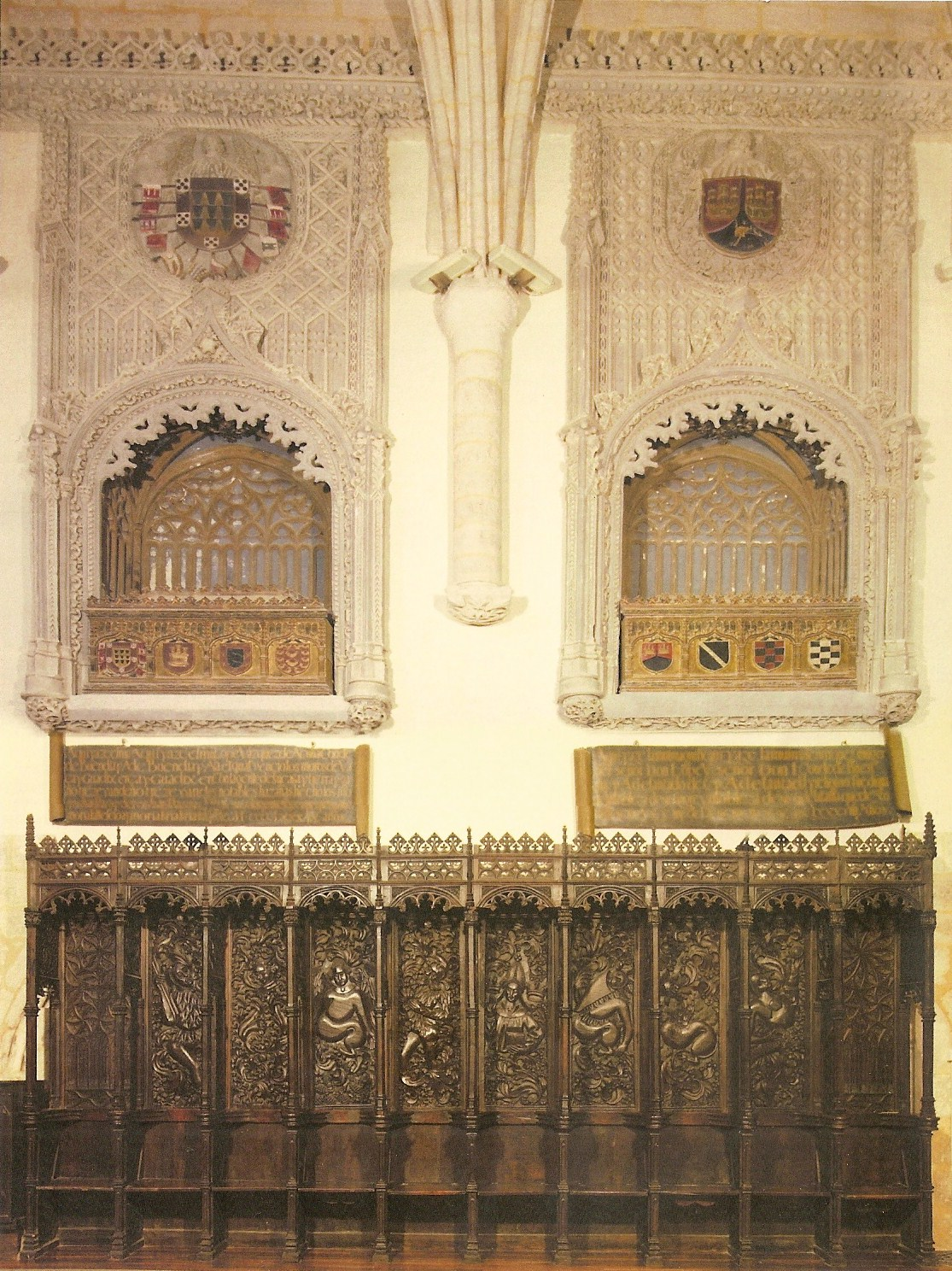
Sepulcros de Lope Vázquez de Acuña (m. 1 de febrero de 1489), II conde de Buendía y adelantado de Cazorla, y su esposa Inés Enríquez de Quiñones (m. 24 de diciembre de 1488), tíos de Fernando el Católico.

Tras la muerte del II conde de Buendía en 1489, heredó el título su hijo primogénito Juan de Acuña, III conde de Buendía, iniciándose un largo periodo de paréntesis en la participación política y militar, ya que este vivirá alejado de la corte en su palacio de Dueñas debido a que padecía una enfermedad que se ha interpretado como una esquizofrenia leve, caracterizada por trastornos mentales crónicos, aunque siempre ha sido tachado de mentecato desde el nacimiento. Debido a esta situación de inestabilidad mental, el II conde de Buendía había nombrado en su testamento a un tutor o curador para su hijo, eligiendo para esta importante tarea a su hermano Luis de Acuña, quien estaba soltero y era señor de Agramonte. este consiguió negociar y concertar en Alcalá de Henares en 1501 un doble matrimonio de dos hermanos Acuña con dos hermanos del importante linaje de los Padilla, quienes ocupaban el cargo de adelantados mayores de Castilla. Así, su sobrino Juan de Acuña, III conde de Buendía, contrajo matrimonio con la hija del adelantado Pedro López de Castilla, María López de Padilla, mientras que Inés Enríquez de Acuña, hermana del III conde de Buendía, contrajo matrimonio con el hermano de María López de Padilla, Antonio López de Padilla, quien heredó el adelantamiento mayor de Castilla a la muerte de su padre. Se inicia, así, una política de alianzas matrimoniales que continuará con los sucesores y dará lugar a que el título condal de Buendía acabe recayendo a finales del XVI en el linaje Padilla.
Ante esta situación, sus hermanos Pedro y Fadrique de Acuña van a reivindicar el mayorazgo debido a la incapacidad de su hermano. A pesar de ello y de las evidentes muestras de enfermedad, los reyes no van a privar a Juan de Acuña de su título y posesiones quien mantiene el gobierno de sus señoríos entre 1489 y su muerte en 1528. Por ello en este periodo hay que destacar la figura de su mujer, María López de Padilla, pues según la documentación de la época parece ser que hizo frente al gobierno del señorío en los momentos de incapacidad de su marido. Y, a pesar de las reivindicaciones de los hermanos de este, solo a su muerte en 1526, Carlos I nombró a Fadrique de Acuña administrador de los bienes de su hermano.
A pesar de esta situación, los reyes también van a seguir siendo asiduos de la hospitalidad de los Acuña en Dueñas y, así, Juana I y Felipe el Hermoso pasan por Dueñas en su primer viaje a Castilla en 1502 para ser jurados herederos por las Cortes de Castilla y, en marzo de 1506, Fernando elige el palacio de los Buendía en Dueñas para celebrar su matrimonio con su sobrina Germana de Foix, al tratarse de un enlace no visto con buenos ojos por la nobleza y sociedad castellana, celebrándose según Zurita el 18 de marzo de 1506 en la capilla del palacio las velaciones de la boda celebrada por poderes en Blois. Incluso, a pesar de que los Acuña habían sido una de las principales familias valedoras de los Reyes Católicos desde un primer momento, su palacio de Dueñas protagonizó una reunión de algunos nobles que se oponían a la presencia de Fernando en Castilla, quizás por esa situación inestable creada por la enfermedad del III conde. El Emperador Carlos V se hospedó también en su palacio de Dueñas en varias ocasiones: en 1520, 1523, 1527, 1539 y, finalmente, en su viaje de retiro a Yuste en 1556. En 1527 y 1534, además, debido a que Valladolid se ve afectada por la peste, se retiran a las villas cercanas algunos ministros, entre ellas a Dueñas, donde se retiran los Consejos Real, de Indias y del Santo Oficio.
Los III condes de Buendía tuvieron que hacer frente también a un levantamiento popular el 1 de septiembre de 1520, que les llegó a expulsar de la villa, sumándose rápidamente al movimiento comunero y convirtiéndose Dueñas en numerosas ocasiones en cuartel general de las tropas comuneras dirigidas por Antonio de Acuña, obispo de Zamora, quien elige Dueñas para iniciar su campaña por la Tierra de Campos en diciembre de 1520.

#### El problema sucesorio
Finalmente, el III conde de Buendía muere el 6 de marzo de 1528, iniciándose un nuevo pleito de tenuta entre su hija Catalina de Acuña, esta sí mentecata, que se encuentra bajo la protección de su primo el IV almirante de Castilla Fadrique Enríquez de Velasco, y sus tíos Pedro de Acuña, IV conde de Buendía, que muere sin sucesión el 3 de diciembre de 1537, y Fadrique de Acuña, V conde de Buendía. Al ser segundones, fuera, en principio, de la línea de sucesión, habían orientado su actividad a la carrera militar y pertenecían a las órdenes militares más importantes del reino. Así, Pedro de Acuña, IV conde de Buendía, era caballero de la Orden de Santiago, donde ejerció el cargo de Comendador de La Orcheta en la Corona de Aragón, hasta que en 1513 su primo el rey Fernando le promueve a la dignidad de Comendador de Monesterio (Badajoz). También ostentó el cargo de Trece de la Orden, asistiendo como tal al Capítulo General de Caballeros celebrado en Valladolid el 12 de febrero de 1527. Pedro de Acuña contrajo matrimonio con Beatriz Santángel, dama de honor de Germana de Foix, hija de Jaime de Santángel, perteneciente a esta importante familia de conversos de origen judío procedente del Reino de Valencia, que ejercía como escribano de ración de Fernando el Católico y Baile general de Orihuela y Alicante y cuya familia financió el viaje colombino a través de su hermano Luis de Santángel. La boda tuvo lugar en 1520 en presencia y con el beneplácito del Emperador pero de esta unión no hubo descendencia y, a su muerte el 3 de diciembre de 1537, es sucedido por su hermano Fadrique. 
Fadrique de Acuña, V conde de Buendía, había entrado de pequeño en la corte de los Reyes Católicos y pronto ejerció importantes cargos al ser nombrado por su primo Fernando el Católico virrey de Navarra en diciembre de 1515, donde acompañó al duque de Alba durante la campaña militar de anexión de dicho reino a la corona de Castilla. Sin embargo, tras la muerte del rey Fernando, es sustituido en mayo de 1516 por el duque de Nájera. Acompañó también a Fernando en sus campañas en el Rosellón y la Cerdaña y en su viaje a Nápoles. Asimismo, acompañó al Emperador en la Jornada de Túnez de 1535 y ejerció como Gran Chambelán. Entre sus cargos, cabe destacar que fue caballero profeso de la Orden de Calatrava, donde ejerció como Comendador de Mestanza y Montemolín en León. Fue también Trece de la Orden de Santiago y Capitán de Hombres de Armas de las Guardias Viejas de Castilla y León. Participó en las cortes celebradas en Toledo en 1537 y 1538. Contrajo matrimonio en tres ocasiones: con Isabel de Bazán, hija de Álvaro de Bazán «el Viejo», que murió antes de que Fadrique heredara el título condal. En 1524 contrajo matrimonio en Madrid con María de Acuña y Padilla, para lo que tuvo que obtener dispensa apostólica por ser sobrina suya, hija de Pedro de Acuña, señor de Anguix, y con la que tuvo a sus dos hijos y herederos, Juan y María. Por último, contrajo matrimonio con Luisa Garavito, hidalga soltera oriunda de Dueñas.

#### La extinción de la rama agnaticia del linaje y el pleito de tenuta

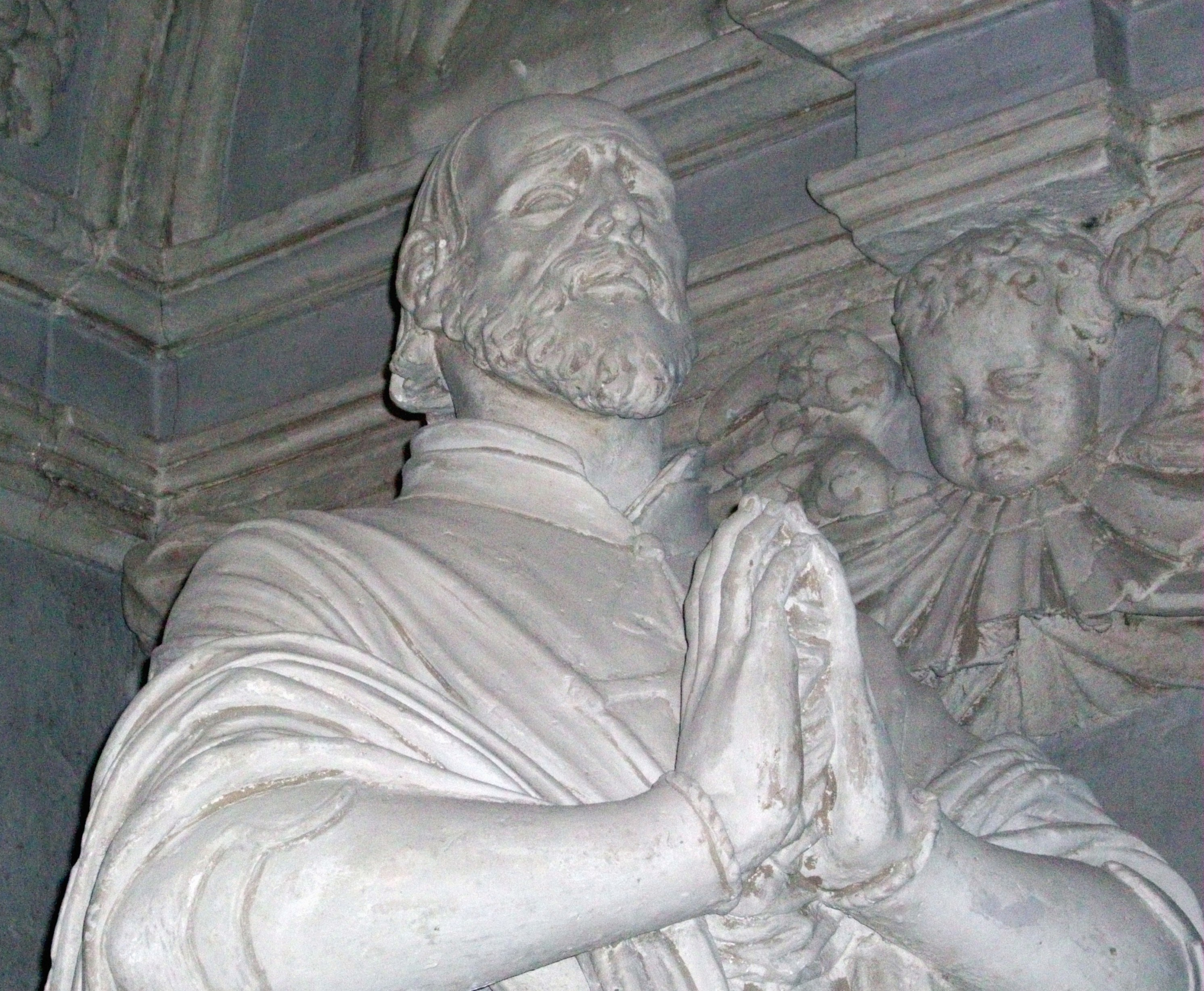
Sepulcro de Fadrique de Acuña, V conde de Buendía, en el panteón condal de Santa María de Dueñas.

Tras la muerte de Fadrique en Valladolid el 4 de noviembre de 1558, es sucedido por su hijo Juan de Acuña y Acuña, VI conde de Buendía, quien adquirió una importante posición en la corte de Felipe II. Actuó como embajador extraordinario en Inglaterra, Francia, Flandes, Portugal y Alemania. Viajó a Francia en 1559 con ocasión del matrimonio del rey con la princesa Isabel, hija de Enrique II; a Portugal en 1578 para felicitar en nombre del rey a Enrique I el Cardenal por su coronación y a Alemania para visitar a la emperatriz María, hermana del rey. Entró en la corte como Menino en la casa de la emperatriz Isabel, pasando a ocupar tras la muerte de ésta en 1539 este mismo puesto en la casa del príncipe Felipe. Con el ascenso al trono de Felipe II en 1556 es nombrado Gentilhombre de la cámara hasta que, en 1585, fue nombrado Sumiller de Corps en sustitución de Ruy Gómez de Silva, cargo que ejerció hasta su muerte en Burgos el 29 de septiembre de 1592. En esos momentos se encontraba acompañando a Felipe II en su viaje a Aragón en la llamada «Jornada de Tarazona», durante el cual solo un mes antes, los días 26, 27 y 28 de agosto, habían pasado por su villa de Dueñas. 
Juan de Acuña y Acuña había contraído matrimonio con Francisca de Aragón y Córdoba, hija de Álvaro de Córdoba, caballerizo mayor de Felipe II, y María de Aragón, pero de este matrimonio no había tenido descendencia legítima, por lo que el mayorazgo y el título condal pasarán por enlaces matrimoniales primero a los Padilla, condes de Santa Gadea y adelantados mayores de Castilla, luego a los Sandoval y Rojas, duques de Lerma y Uceda, y finalmente a los Medinaceli, quienes ostentan actualmente dicho título. 
No obstante, antes de contraer matrimonio, había tenido un hijo natural con una dama hidalga de Dueñas, Mariana de Dueñas, que recibió su mismo nombre, Juan de Acuña. Este estudió filosofía en la universidad de Alcalá de Henares y Derecho en la de Salamanca, donde llegó a ser catedrático en Leyes y Cánones y Rector. Ejerció de oidor en la Chancillería de Valladolid de 1578 a 1585, fue visitador de la Chancillería de Granada y la Audiencia de Sevilla y juez protector de las Galeras de España. Ingresó en el Consejo de Hacienda en 1598 donde desempeñó labores de visitador, pasando a ocupar su presidencia en 1602, donde permanece hasta alcanzar la presidencia del Consejo de Indias en 1609 y, finalmente, la del Consejo Real, del que era miembro desde 1587, desde 1610 hasta su muerte en 1615. En compensación recibió el título de marqués de Valle de Cerrato (Palencia) el 16 de febrero de 1612 por merced de Felipe III.

## Nota aclaratoria
1. ↑  El rey Fruela pudo ser el padre de una hija llamada Urraca que contrajo matrimonio con Aznar Purcellis a quien la infanta Elvira, hija del rey Ramiro II llama tío. «El obispo don Pelayo de Oviedo en su crónica de Sampiro [...] dice que Fruela II tuvo un hijo ilegítimo llamado Aznar. Este dato ha sido despreciado por los historiadores, aunque Salazar y Castro, sin el menor fundamento, le hace antepasado del linaje Silva. Sin embargo, cabe que el obispo don Pelayo hubiera tenido referencias de este Aznar Purcellis, convirtiendo en hijo ilegítimo a quien era en realidad su yerno.» [4]